# Vlag van woiwodschap Silezië
De vlag van de woiwodschap Silezië werd aangenomen op 11 juni 2001. Er zijn twee varianten: de civiele vlag en de dienstvlag. Het ontwerp van de vlag was van Barbara Widłak. Op 15 juli wordt op initiatief van Marek Plura de Dag van de Silezische vlag gevierd in de provincie (Ślōnskij Fany Dziyń).
|  |  |

De civiele vlag bestaat uit een drie horizontale banen, waarvan de middelste geel is en de andere twee blauw. Elk van de twee blauwe banen is twee keer zo hoog als de gele.
De dienstvlag (flaga urzędowa) heeft dezelfde kleuren als de civiele vlag, maar toont de Silezische adelaar uit het provinciale wapen op een blauwe achtergrond. In feite is deze variant een banier van het provinciale wapen, dat in vroeger tijden het wapen van de Silezische woiwodschap was.
De kleuren zijn nader gespecificeerd in de Pantone-codering: blauw geeft Pantone 2728 en geel Pantone 116.